# Inachos (Étolie-Acarnanie)
Pour les articles homonymes, voir Inachos (homonymie).
L'Inachos (en grec moderne Ίναχος / Ínakhos) est un cours d'eau de Grèce, affluent de l'Achéloos, situé en Étolie-Acarnanie.